# موش (شهر)
موش (به ترکی استانبولی: Muş) شهری است در کشور ترکیه که در استان موش واقع شده‌است. امروزه اکثر ساکنان موش را کردها تشکیل می‌دهند، موش از شهرهای بسیار قدیمی جهان می‌باشد و سابقه سکونت در آن به زمان اولین مهاجرت آریائیها یعنی بیش از ۵ هزار سال پیش می‌رسد و از آن موقع تا قتل‌عام ارامنه در اواخر دوره عثمانی پیوسته ارمنی‌نشین بوده‌است. جمعیت این شهر بر اساس سرشماری سال ۲۰۰۸ میلادی ۶۹٬۵۰۷ نفر و بر اساس برآوردهای سال ۲۰۰۹ میلادی ۷۲٬۷۷۴ نفر می‌باشد.

## نام‌شناسی
توضیحات مختلفی در مورد ریشه نام موش وجود دارد. نام آن گاهی اوقات با کلمه ارمنی مشوش (ارمنی: մշուշ) به معنای مه همراه است و دلیل آن این است که شهر و دشت اطراف آن صبح‌ها اغلب در مه پوشیده می‌شود. کاشف قرن هفدهمی، اولیا چلبی، افسانه‌ای را نقل می‌کند که در آن یک موش غول‌پیکر خلق شده توسط نمرود (نمرود) شهر و ساکنان آن را ویران می‌کند، پس از آن شهر به نام موش (موش به معنی «موش» در فارسی) نامگذاری شد. برخی دیگر ارتباطی با نام اقوام مختلف آناتولی باستان، موشکی یامیسی‌ها یا نام‌های موشکی(Muški) و میسی(Mysi) به ترتیب در منابع آشوری و هیتی ذکر شده‌است.تاریخ کامل موشهان یا موراها یا مه روان در کتاب شرفنامه مهروی آمده است.

## تاریخچه
تاریخ تأسیس موش ناشناخته است، اگرچه اعتقاد بر این است که در زمان منوا، پادشاه اورارتو (حدود ۸۰۰ قبل از میلاد) سکونتگاهی وجود داشته‌است که کتیبه‌ای به خط میخی آن در مجاورت شهر پیدا شده‌است. در قرون وسطی، موش مرکز منطقه تارون ارمنستان بود. این شهر برای اولین بار در نسخه‌های خطی ارمنی قرن نهم و دهم به عنوان یک شهر ذکر شده‌است. در اواخر قرن هشتم، موش همراه با منطقه تارون تحت کنترل سلسله ارمنی باگراتونی قرار گرفت که آن را از اعراب بازپس گرفتند. موش و منطقه تارون در سال ۹۶۹ به تصرف امپراتوری بیزانس درآمد. پس از قرن یازدهم، این شهر توسط سلسله‌های اسلامی مانند ارمن شاهان، ایوبیان، ایلخانیان و قره قویونلو اداره می‌شد. در قرون ۱۰–۱۳، موش به شهری بزرگ با جمعیتی بین ۲۰ تا ۲۵ هزار نفر تبدیل شد. در سال ۱۳۸۷ میلادی تیمور حاکم آسیای مرکزی از منطقه عبور کرد و ظاهراً شهر موش را بدون جنگ تصرف کرد. بعداً آق قویونلوها بر این منطقه حکومت کردند و در قرن شانزدهم عثمانی‌ها کنترل شهر و منطقه را از صفویان ایرانی گرفتند. در جریان جنگ‌های عثمانی و ایران در سال ۱۸۲۱ حمله حکومت قاجار به موش رسید.

## جمعیت‌شناسی
جمعیت شهر موش بر اساس برآورد سال ۲۰۰۹، ۷۲۷۷۴ نفر است. کردها اکثریت جمعیت را تشکیل می‌دهند. سایر ساکنان عرب و ارمنی پنهان هستند.